# Hr.Ms. Roermond (1955)
Hr.Ms. Roermond was een mijnenveger van de Dokkumklasse van de Koninklijke Marine met Marinenummer (M806). Het fungeert tegenwoordig als opleidingsschip voor het Zeekadetkorps Lemmer. De voormalige mijnenveger is in het Nationaal Register Varende Monumenten van de Federatie Oud Nederlandse Vaartuigen opgenomen als varend monument onder nummer 2528.

## De geschiedenis
Hr. Ms. Roermond (M 806) werd gebouwd door de N.V. Dok en werf Mij. Wilton Fijenoord te Schiedam en werd op 13 augustus 1955 te water gelaten en op 29 december 1955 in dienst gesteld. Midden 1987 is de Hr.Ms. Roermond voor de laatste maal uit dienst gesteld, als laatste duikvaartuig van de Dokkumklasse, en in de haven van Den Helder geconserveerd opgelegd. Het werd uiteindelijk in 1996 sterk verwaarloosd in bruikleen aan Zeekadetkorps Delfzijl gegeven. Dit zeekadetkorps kreeg echter ook de beschikking over de ex Hr.Ms. Naarden, die nog wel in operationele staat verkeerde. De Roermond kwam zo in 1997 weer in Den Helder te liggen. Kort daarna is het schip verkocht aan een firma op Texel, die echter geen vergunning kreeg om de ex Hr.Ms. Roermond, samen met de ex Hr.Ms. Drachten te exploiteren. Beide schepen lagen zo ongebruikt in de haven van Den Helder. In 2001 is het schip door Zeekadetkorps Lemmer, aangekocht om als opleidingsschip te dienen.

### Periode Koninklijke Marine
- 29 december 1955 In dienst gesteld als vijfde eenheid van de Dokkumklasse en toegevoegd aan Smaldeel Mijnenvegers (SMV) 117.
- 2 januari 1956 Tijdelijk toegevoegd aan Smaldeel Mijnenvegers 129, onder andere met Hr. Ms. Drachten, die op 27 januari 1956 in dienst kwam.
- 15 juni 1956 Uit dienst gesteld en tijdelijk in eerste reserve. In deze periode werd de nodige nieuwe apparatuur ingebouwd.
- 24 februari 1958 Weer in dienst gesteld door luitenant ter zee der 2e klasse oudste categorie A.M. Goossens en tijdelijk ingedeeld bij SMV 128.
- 12 december 1960 Uit dienst gesteld en in eerste reserve overgebracht naar Vlissingen, met het gehele squadron geconserveerd.
- Zomer 1968 Overgebracht naar Den Helder en ingericht tot duikvaartuig op de rijkswerf.
- 25 oktober 1968 In dienst gesteld door luitenant ter zee der 2e klasse oudste categorie A.H. Thierens en toegevoegd aan mijnenbestrijdingsdivisie 341 en weer overgebracht naar Vlissingen.
- 14 juni 1974 Uit dienst gesteld en op de rijkswerf te Willemsoord in groot onderhoud. Tevens werd daar het zogenaamde FRAM-programma uitgevoerd.
- 1 september 1975 In dienst gesteld als duikvaartuig door luitenant ter zee 2e klasse oudste categorie J.O. Geertsma.
- Midden 1987 Uit dienst gesteld, geconserveerd en opgelegd in Den Helder. Daar werd het gebruikt als onderdelenschip, om de nog in dienst zijnde schepen van voldoende onderdelen te voorzien.

### Gemaakte reizen bij de Koninklijke Marine
Naast het werk voor de kust op de Noordzee heeft het schip ook een aantal verdere reizen gemaakt:
- 12 juli 1960 Vertrek van Vlissingen naar Saint Helier, Bayonne en Nantes. Op 5 augustus 1960 retour in Vlissingen.
- 12 september 1970 Vertrek van Vlissingen naar Haakonsvern onder bevel van luitenant ter zee der 2e klasse oudste categorie W.H. Franken. Bij deze reis werd het opwerkprogramma van de duikers afgewerkt bij het Noorse duikbedrijf aldaar. Op 2 oktober 1970 retour in Den Helder.
- 14 oktober 1970 Vertrek van Den Helder naar Eckernförde, Neustadt, Lübeck en weer naar Eckenforde. Op 28 oktober 1970 retour in Vlissingen. Deze reis betrof deelname aan een Deutsch-Holländische Minentaucherübung aldaar.
- 20 september 1971 Vertrek voor een herhaling van deze oefentocht, nu van Den Helder naar Haakonsvern, Bergen, en via Haakonsvern naar Den Helder. Op 1 oktober 1971 retour in Vlissingen.
- 20 februari 1973 Vertrek naar Haakonsvern en Bergen onder bevel van luitenant ter zee der 2e klasse oudste categorie R.A.A. van der Giessen als mijnenbestrijdingsdivisie 34 samen met Hr. Ms Drunen. Op 2 maart 1973 retour in Den Helder.
- 3 mei 1973 Vertrek voor een rondreis van Vlissingen naar Cherbourg onder bevel van kapitein-luitenant ter zee E.J. Fraser, in mijnenbestrijdingsflottielje 3. Op 12 mei 1973 retour in Vlissingen.
- 31 juli 1973 Vertrek naar Den Helder, en naar de Deense steden Esbjerg, Frederikshavn en Odense. Op 24 augustus 1973 retour in Den Helder.

### Levensloop bij Zeekadetkorps Delfzijl
Op 11 mei 1996 werd het schip, van alle bruikbare onderdelen ontdaan, van de Koninklijke Marine door Dhr. W. Hekman overgedragen aan het Zeekadetkorps Delfzijl. Daarmee ging niet de eigendom mee over, het korps kreeg het schip alleen in bruikleen. Het werd naar de haven van Delfzijl gesleept door de sleepboot ‘Waterpoort’ van Wagenborg en een sleepboot van de Marine. Daar werd een begin gemaakt met de restauratie. Het uitgangspunt daarbij was dat de Roermond weer op eigen kracht zou kunnen varen. Men trok daarvoor dek- en machinekamerspecialisten aan, die hun ervaring en kennis konden overbrengen op de jeugd. Maar het korps kon onverwacht ook de beschikking krijgen over een varende voormalig mijnenveger, Hr. Ms. Naarden, van dezelfde klasse. Van die gelegenheid is gebruikgemaakt en op 19 juli 1997 werd de Roermond weer overgedragen aan de Marine.

### Levensloop bij Zeekadetkorps Lemmer
In Den Helder heeft het schip in 2001 een onderhoudsbeurt gekregen, waarna het naar Lemmer is gesleept, waar het door Zeekadetkorps Lemmer verder is gerestaureerd. Daarnaast gebruikt het Zeekadetkorps Lemmer het schip als opleidings- en verblijfsruimte.

Na succesvolle proefstarten en proefdraaien aan de kade, voer de Roermond op zondag 27 mei 2018 na 31 jaar weer zelfstandig en op eigen motoren uit.
Sindsdien zijn er meerdere tochten ondernomen, o.a. naar Harlingen (uitgebreide proefvaart), Lelystad (t.b.v. 100 jaar Zuiderzeewet), nogmaals Lelystad (Zomerkamp Zeekadetkorps Nederland) en een aantal rondvaarten over het IJsselmeer bij haar ligplaats Lemmer.
In november 2018 is de Roermond wederom naar Harlingen gevaren om daar middels een droogdokbeurt en een inspectie door de CVO-keuring te komen. Deze keuring is succesvol afgerond waarmee het schip aan de huidige wetgeving voldoet en de komende jaren zelfstandig kan blijven varen, voor en door het Zeekadetkorps Lemmer.